# Каменець (Ґостинінський повіт)
Каменець (пол. Kamieniec) — село в Польщі, у гміні Щавін-Косьцельни Ґостинінського повіту Мазовецького воєводства.
Населення — 102 особи (2011).
У 1975-1998 роках село належало до Плоцького воєводства.

## Демографія
Демографічна структура станом на 31 березня 2011 року:
|          | Загалом | Допрацездатний вік | Працездатний вік | Постпрацездатний вік |
| -------- | ------- | ------------------ | ---------------- | -------------------- |
| Чоловіки | 57      | 15                 | 35               | 7                    |
| Жінки    | 45      | 7                  | 31               | 7                    |
| Разом    | 102     | 22                 | 66               | 14                   |